# Coniesta williami
Coniesta williami là một loài bướm đêm trong họ Crambidae.